# Henrik Agersborg
Henrik Agersborg (Herøy, Nordland, 5 de juliol de 1872 - Oslo, 23 de maig de 1942) va ser un regatista noruec que va competir a començaments del segle xx.
El 1920 va prendre part en els Jocs Olímpics d'Anvers, on va guanyar la medalla de bronze en els 6 metres (1907 rating) del programa de vela, a bord del Stella, junt a Trygve Pedersen i Einar Berntsen.